# Luís Alves Leite de Oliveira Belo (I)
Luís Alves Leite de Oliveira Belo (I) (Porto Alegre, 21 de abril de 1817 — Barra do Ribeiro, 20 de dezembro de 1865) foi um político brasileiro.
Filho do Marechal Venceslau de Oliveira Belo e de Ana Flora de Oliveira Belo, e pai de Luís Alves Leite de Oliveira Belo (II). Fez seus estudos preparatórios em Porto Alegre, seguindo, em 1836, para São Paulo, para cursar a Faculdade de Direito de São Paulo, onde graduou-se em 1841.
Tendo sua família perdido posses durante a Revolução Farroupilha, teve que seguir a carreira de magistrado, começando como promotor público em Itaboraí, pouco depois sendo transferido para Porto Alegre, onde foi eleito deputado à assembleia provincial, em 1845, eleito pelo Partido Conservador.
Em 1846 foi nomeado juiz de direito da 1ª vara criminal, onde se aposentou em 1858, como desembargador.
Foi presidente da província do Rio Grande do Sul em duas ocasiões, de 15 de outubro de 1851 a 2 de dezembro de 1852 e de 1 de julho a 17 de setembro de 1855. Foi também presidente da província do Rio de Janeiro, de 21 de setembro de 1861 a 14 de fevereiro de 1863.
Foi responsável pela construção, em Porto Alegre, na Rua da Margem, de uma fonte de água, por muito tempo conhecida por Fonte do Belo ou Chafariz do Belo, e também deu início à construção da Casa de Correção.
Com a queda dos conservadores, em 1863, perdeu o posto e não conseguiu mais se eleger, depois de ter ganhado 6 mandatos consecutivos à assembléia geral.
Foi autor do Diário de uma excursão eleitoral, em 1856.